# Olivier Carrard
Olivier Carrard (Friburgo, 19 de noviembre de 1956) es un deportista suizo que compitió en esgrima, especialista en la modalidad de espada. Ganó una medalla de plata en el Campeonato Mundial de Esgrima de 1982 y una medalla de oro en el Campeonato Europeo de Esgrima de 1982.

## Palmarés internacional
| Campeonato Mundial | Campeonato Mundial | Campeonato Mundial | Campeonato Mundial |
| Año                | Lugar              | Medalla            | Prueba             |
| ------------------ | ------------------ | ------------------ | ------------------ |
| 1982               | Roma (Italia)      | Medalla de plata   | Espada por equipos |
| Campeonato Europeo |                    |                    |                    |
| Año                | Lugar              | Medalla            | Prueba             |
| 1982               | Mödling (Austria)  | Medalla de oro     | Espada individual  |